# NGC 2754
NGC 2754 é uma galáxia lenticular (S0) localizada na direcção da constelação de Hydra. Possui uma declinação de -19° 05' 05" e uma ascensão recta de 9 horas, 05 minutos e 11,2 segundos.
A galáxia NGC 2754 foi descoberta em 1886 por Frank Müller.